# Upper Iowa University

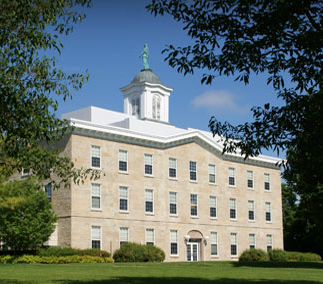
Alexander-Dickman Hall, eröffnet 1857, ist das älteste Gebäude auf dem Campus der Hochschule in Fayette.

Upper Iowa University (UIU) ist eine private Hochschule in der Kleinstadt Fayette im US-Bundesstaat Iowa. Die Hochschule unterhält 15 Zentren in den USA, Hongkong, Malaysia und Singapur mit Möglichkeiten zum Fernstudium. Im Herbst 2020 hatte sie 3.610 Studierende, von denen 3.077 auf ihren ersten Studienabschluss hinarbeiteten.
Mit dem Bau der Hochschule wurde 1855 begonnen, die ersten Vorlesungen fanden im Januar 1857 statt. Bis 1928 war UIU mit der Methodistenkirche verbunden. Das Motto der Universität lautet Deo Duce (lateinisch „Mit Gott als Führer“).
Die Sportteams der Upper Iowa University werden Peacocks (Pfauen) genannt. Seit 2005 ist die Hochschule Mitglied im Northern Sun Intercollegiate Conference (NSIC), einem Hochschulverband von Sportteams im Mittleren Westen der USA.

## Bekannte Absolventen
- William V. Allen, Senator aus Nebraska
- William Foxwell Albright, Pionier der biblischen Archäologie
- Richard C. Clark, Politiker
- Milton C. Garber, Jurist und Politiker
- David B. Henderson, Sprecher des US-Repräsentantenhauses
- William E. Fuller, Politiker
- George Arthur Mathews, Politiker
- James Perry Conner, Politiker
- John Raleigh Mott, Präsident des Weltbundes der CVJM und Friedensnobelpreisträger